# Église Saint-Denis de Toury
L'église Saint-Denis est une église catholique située à Toury, dans le département français d'Eure-et-Loir.

## Historique
L'édifice est classé au titre des monuments historiques en 1907 et recensé par l'inventaire général du patrimoine culturel.

Extérieur de l'église Saint-Denis
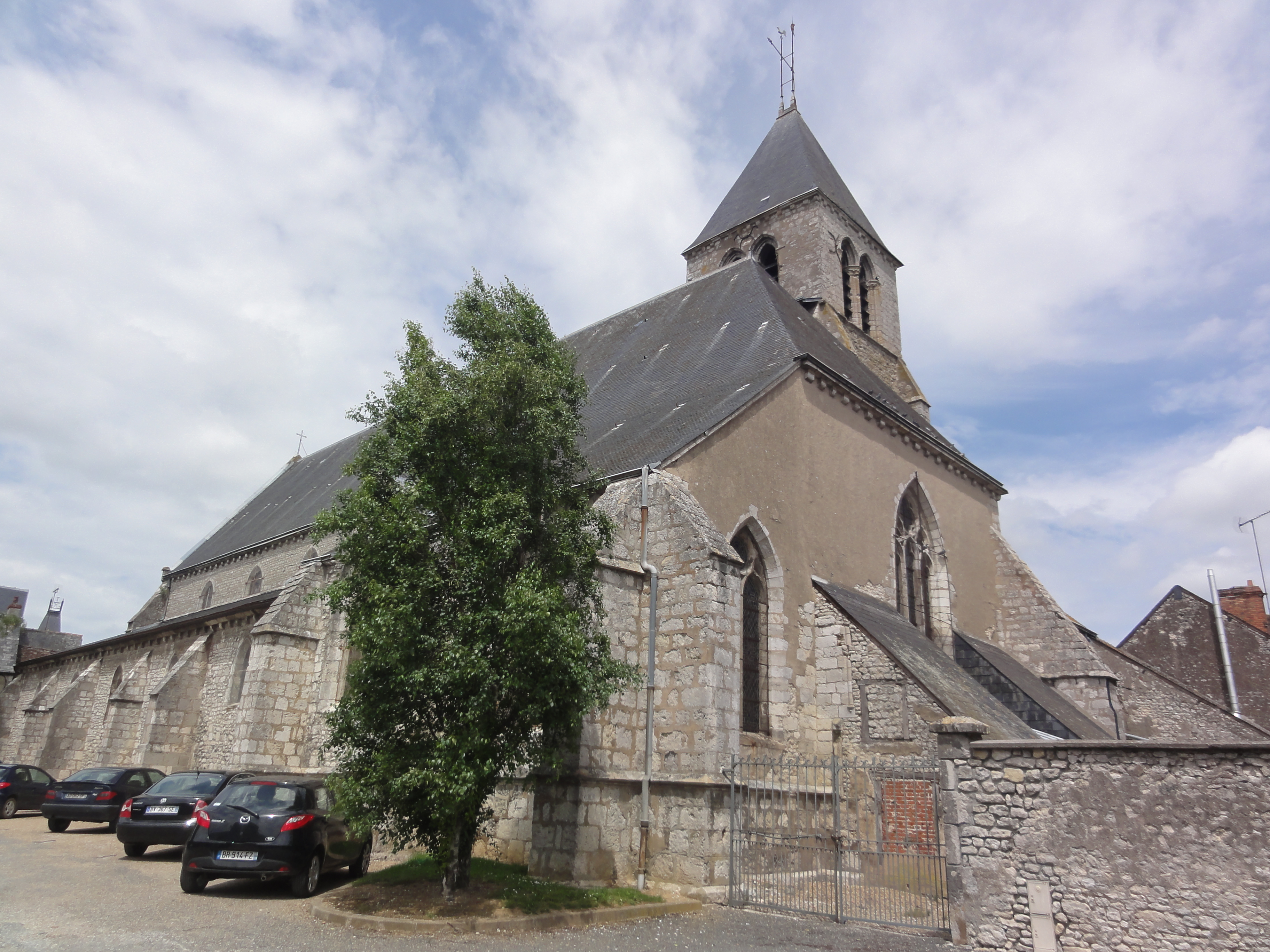
Vue d'ensemble.
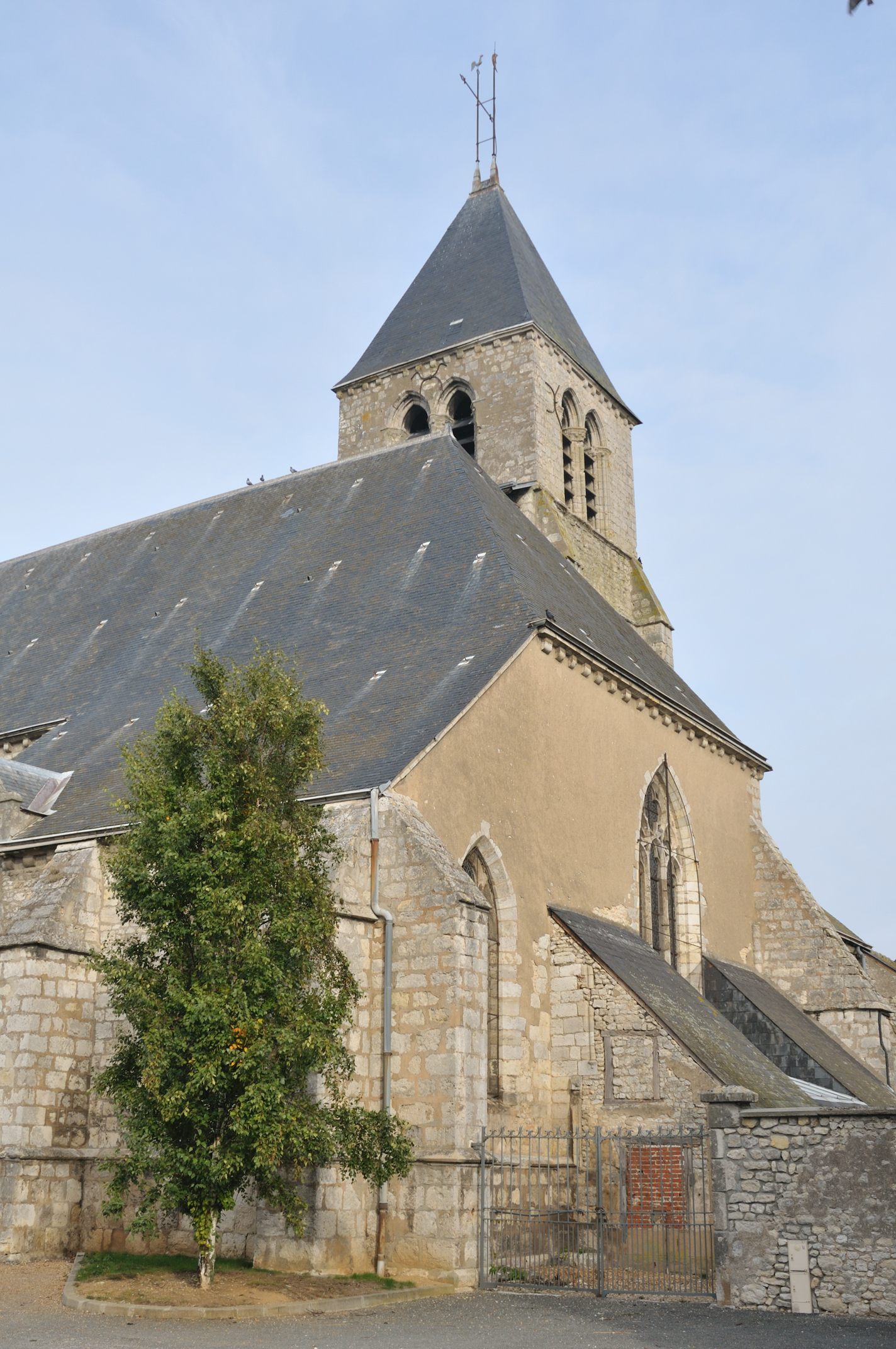
Chevet.
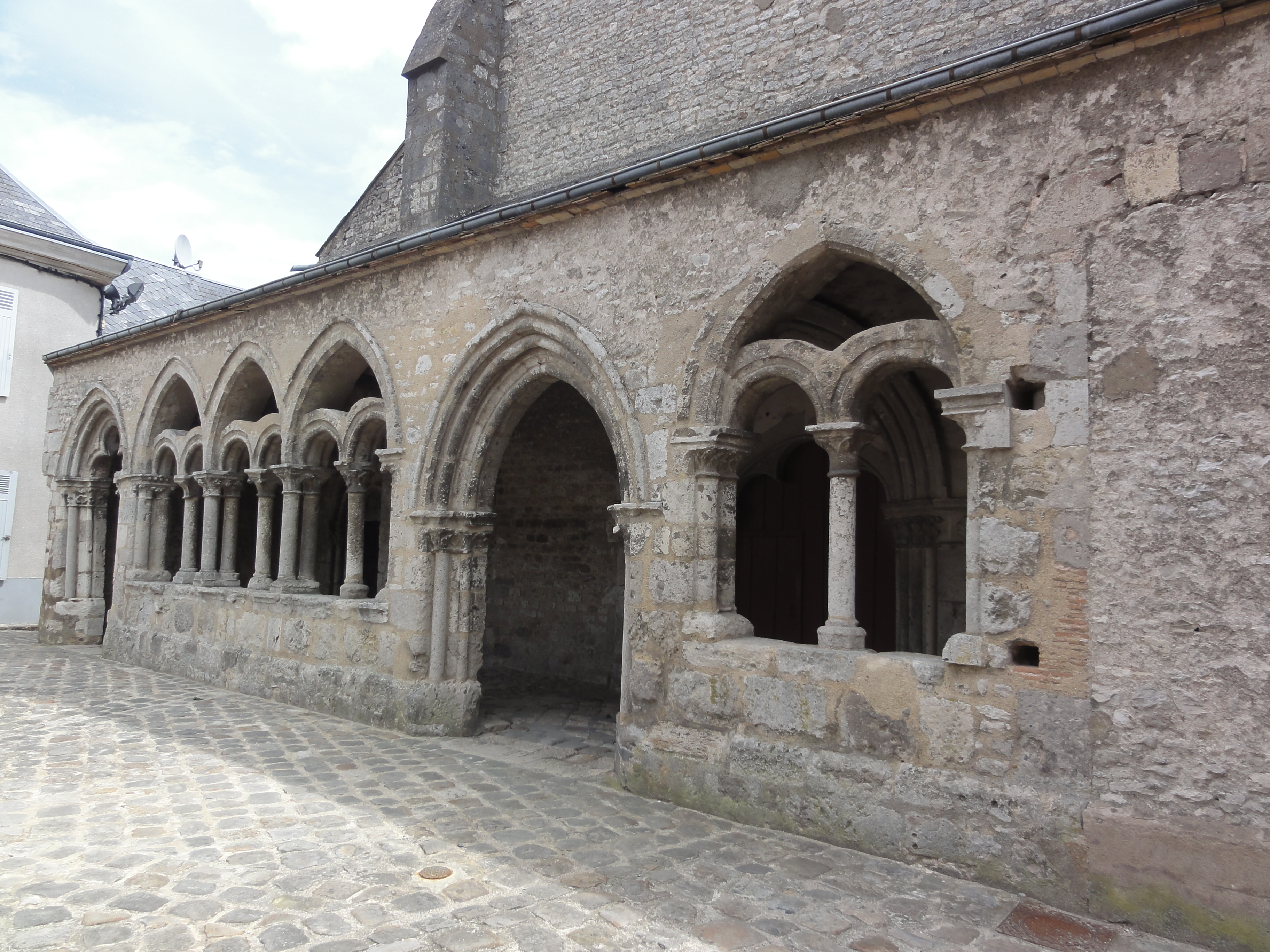
Galerie.
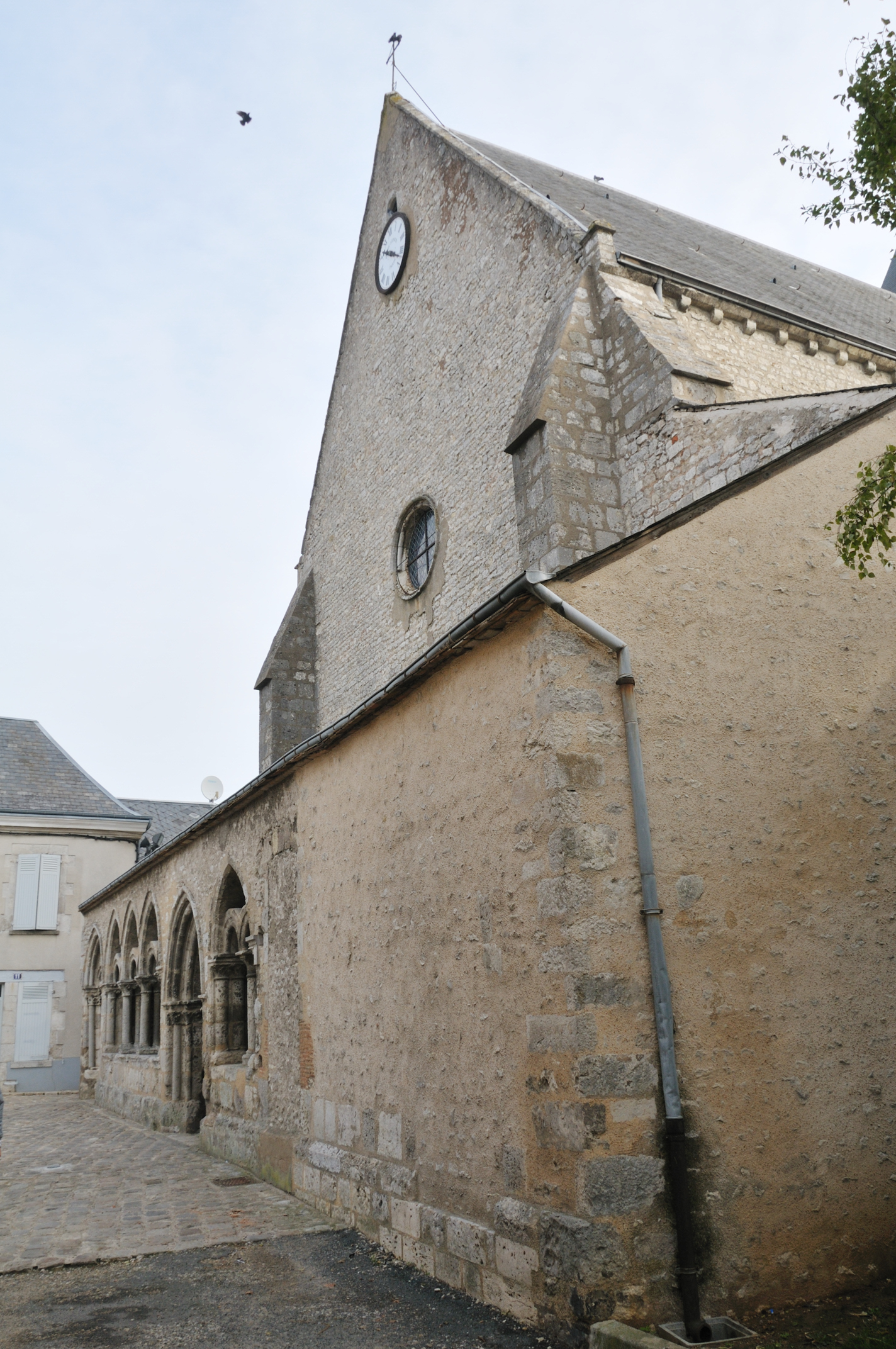
Galerie vue de côté.
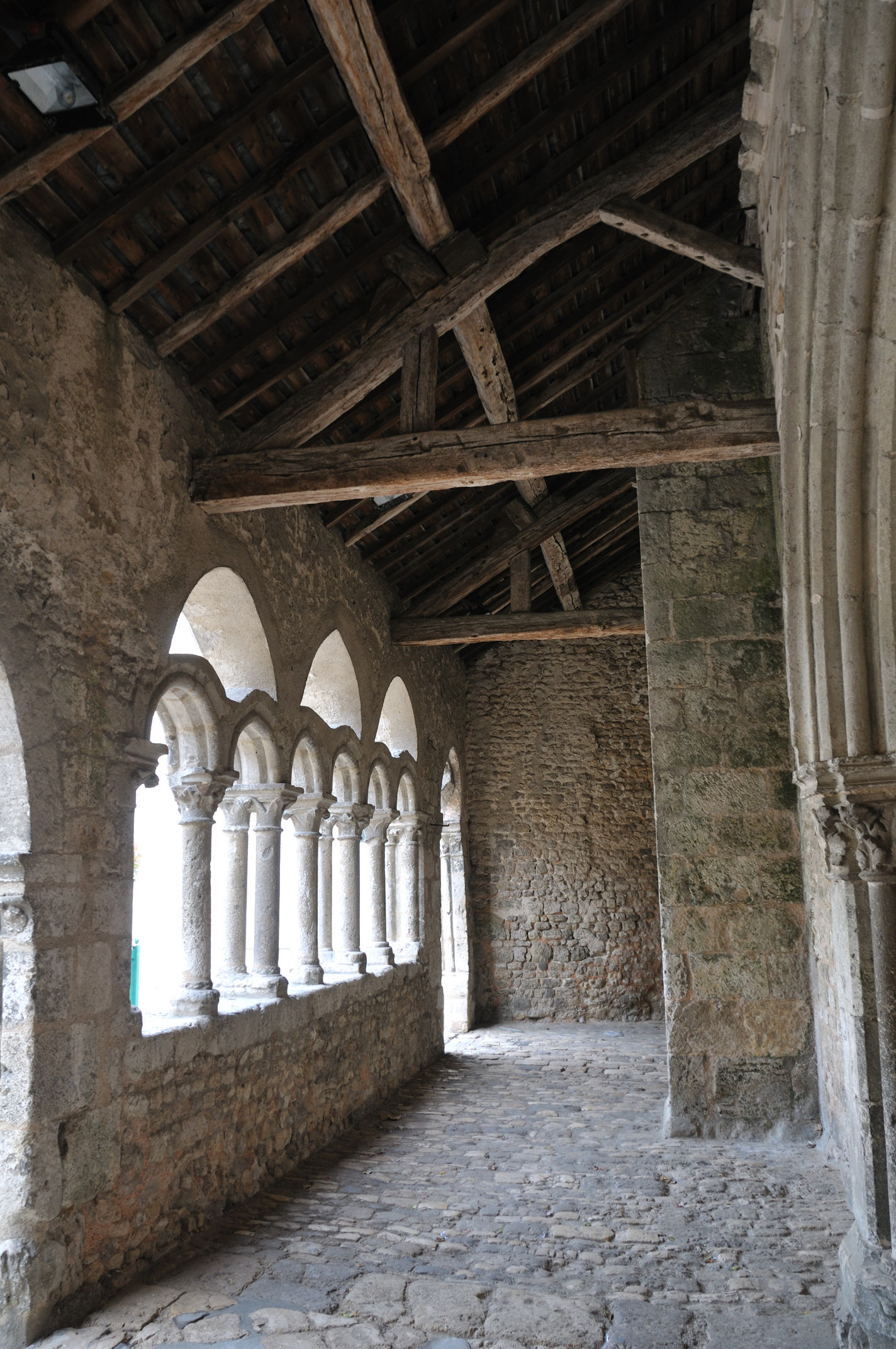
Intérieur de la galerie.

## Vitraux
Les vitraux ont été créés par les ateliers Lorin de Chartres : en 1890 (3 baies datées, dont les verrières n°6 et 7), 1892 (saint Pierre) et 1899 (baie n°106) .

Les vitraux des ateliers Lorin
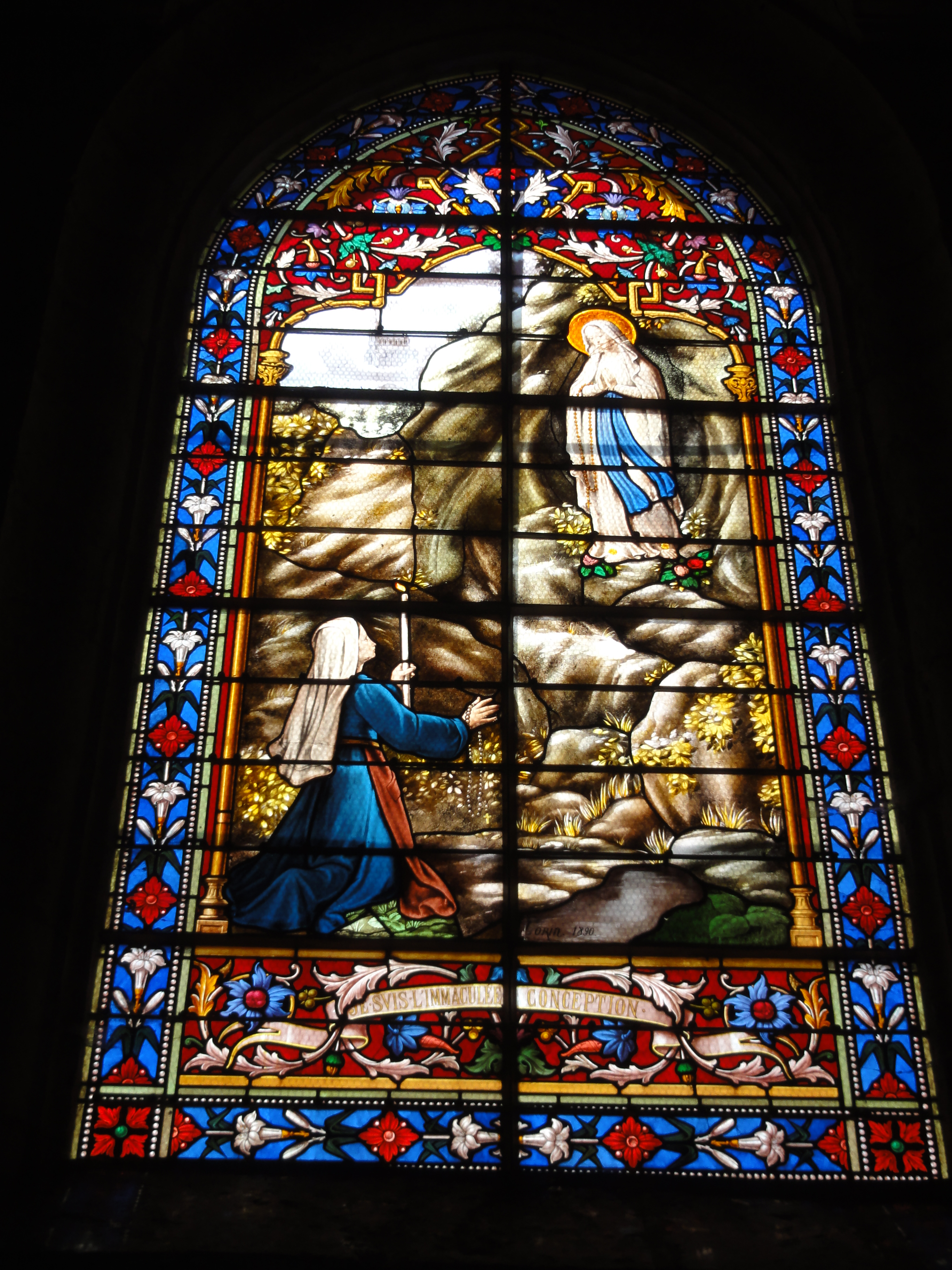
« Je suis l'Immaculée Conception », 1890.
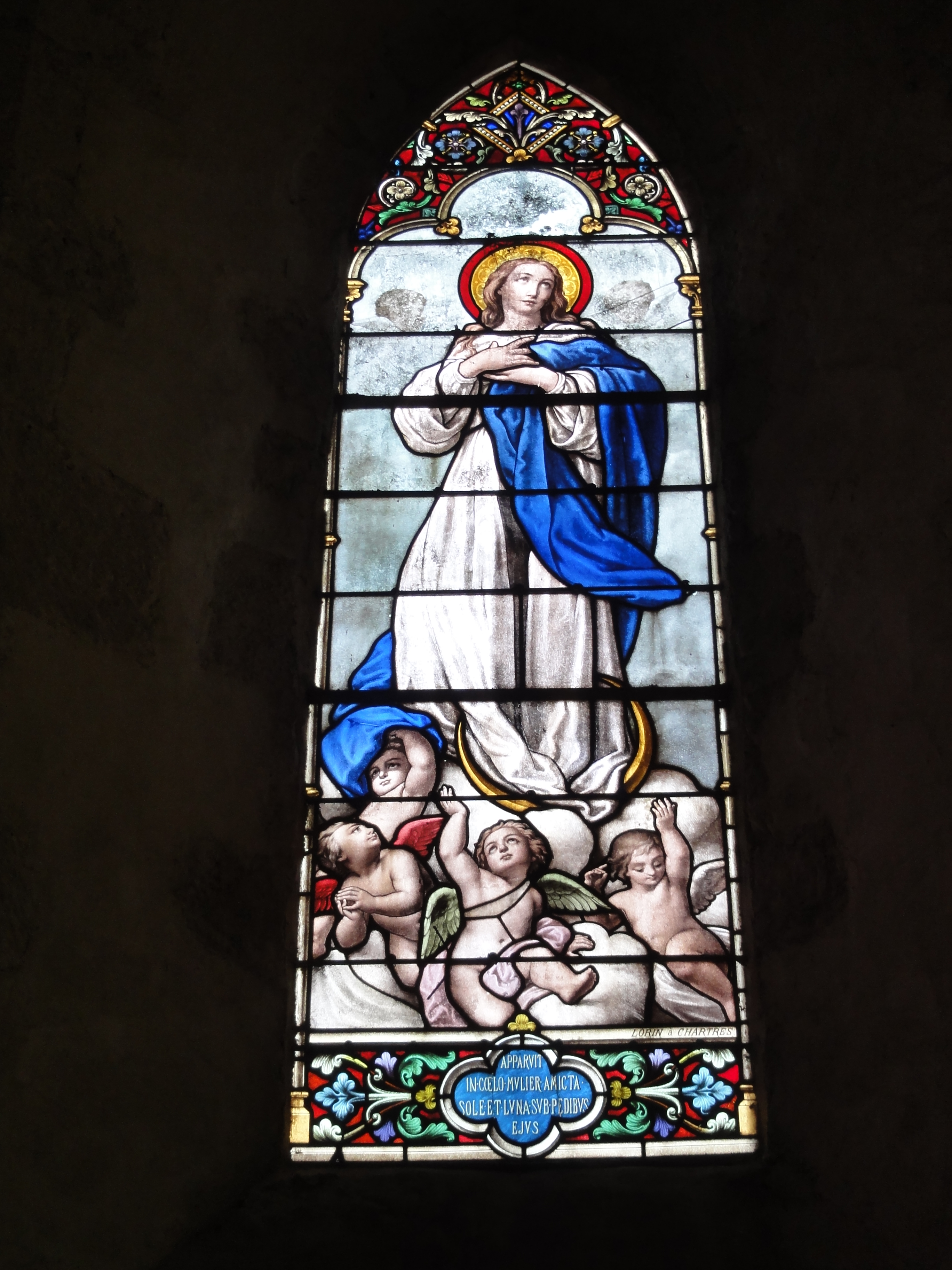
Assomption de Marie.
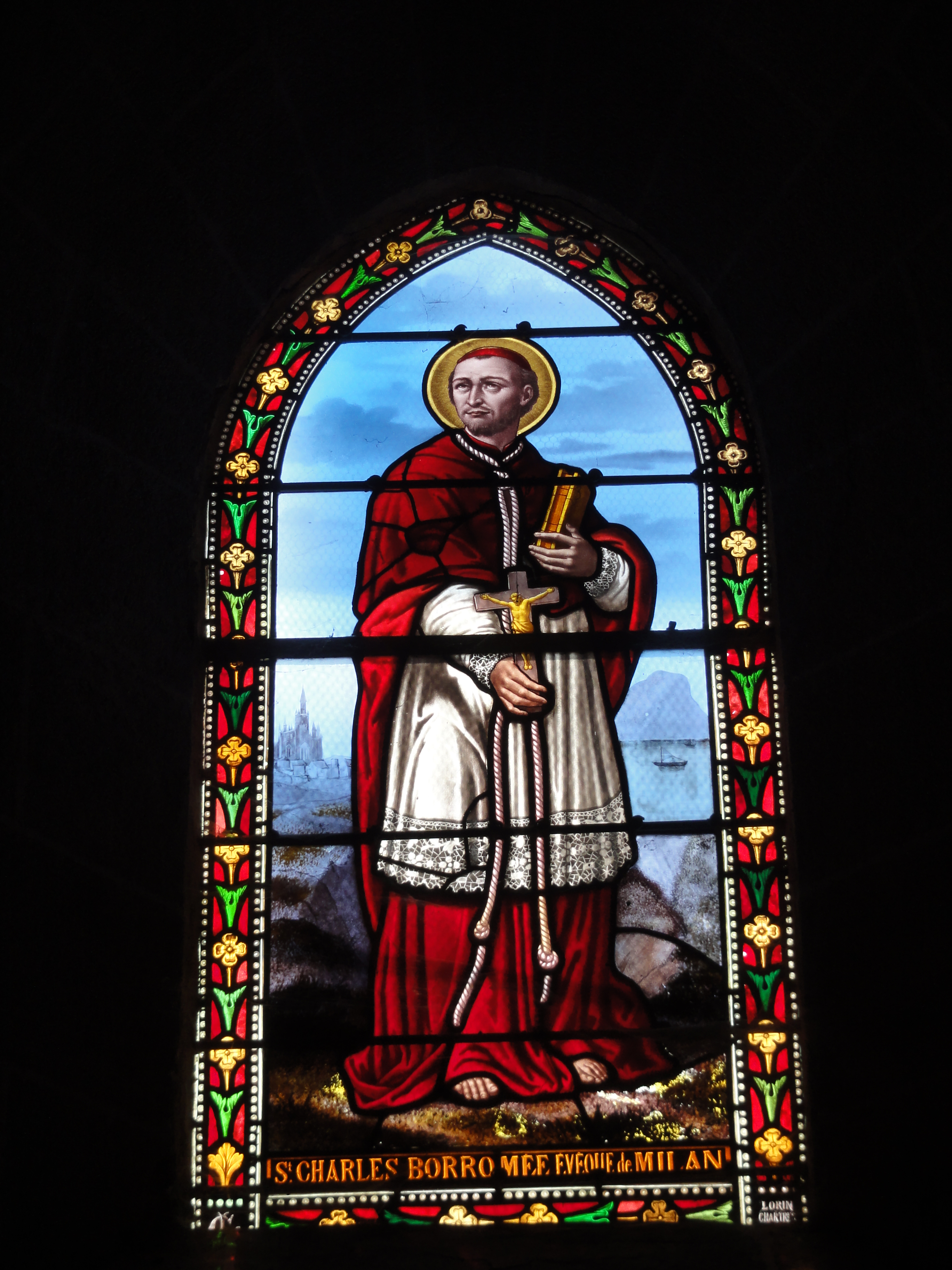
Saint Charles Borromée.
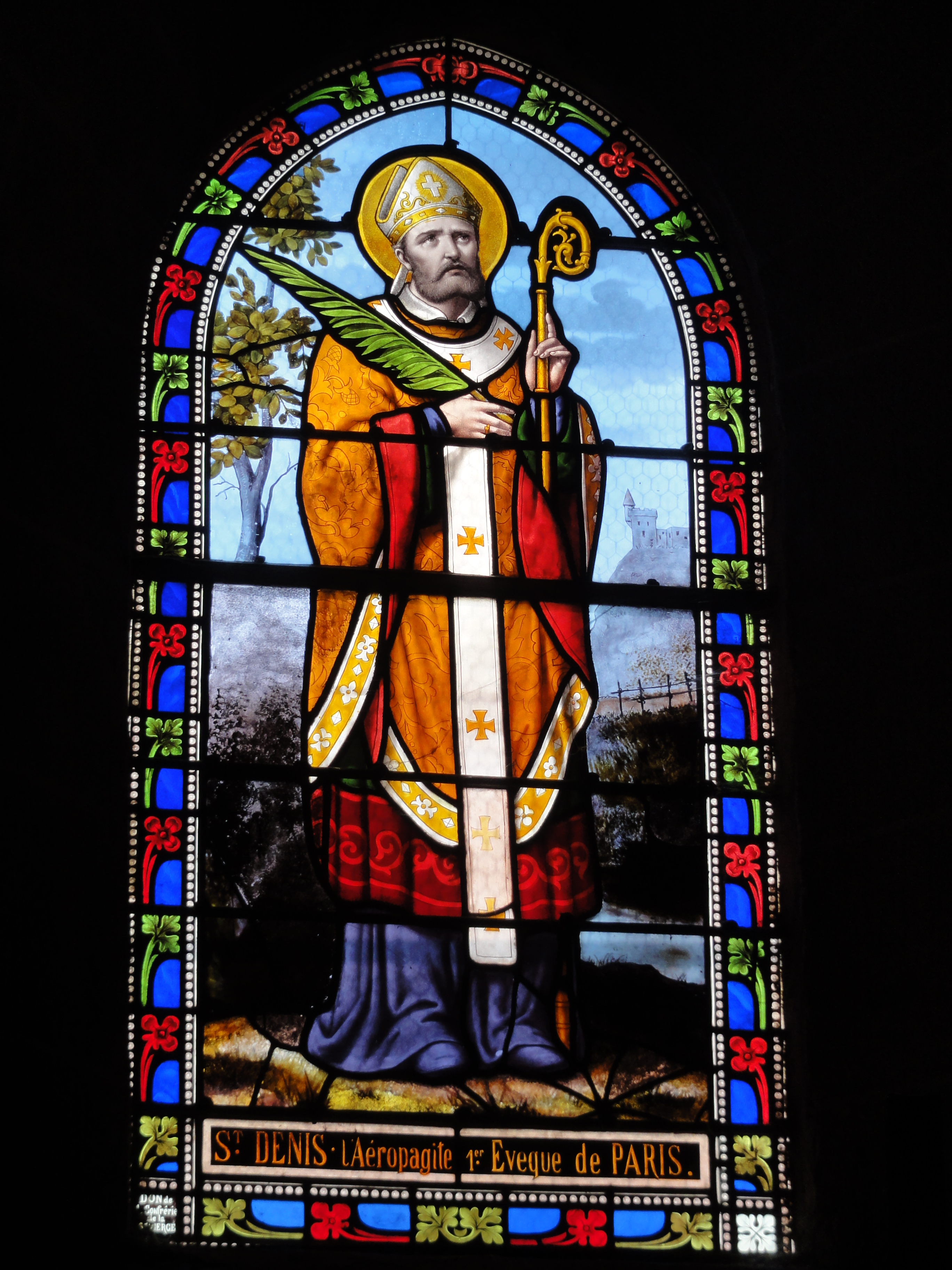
Saint Denis.
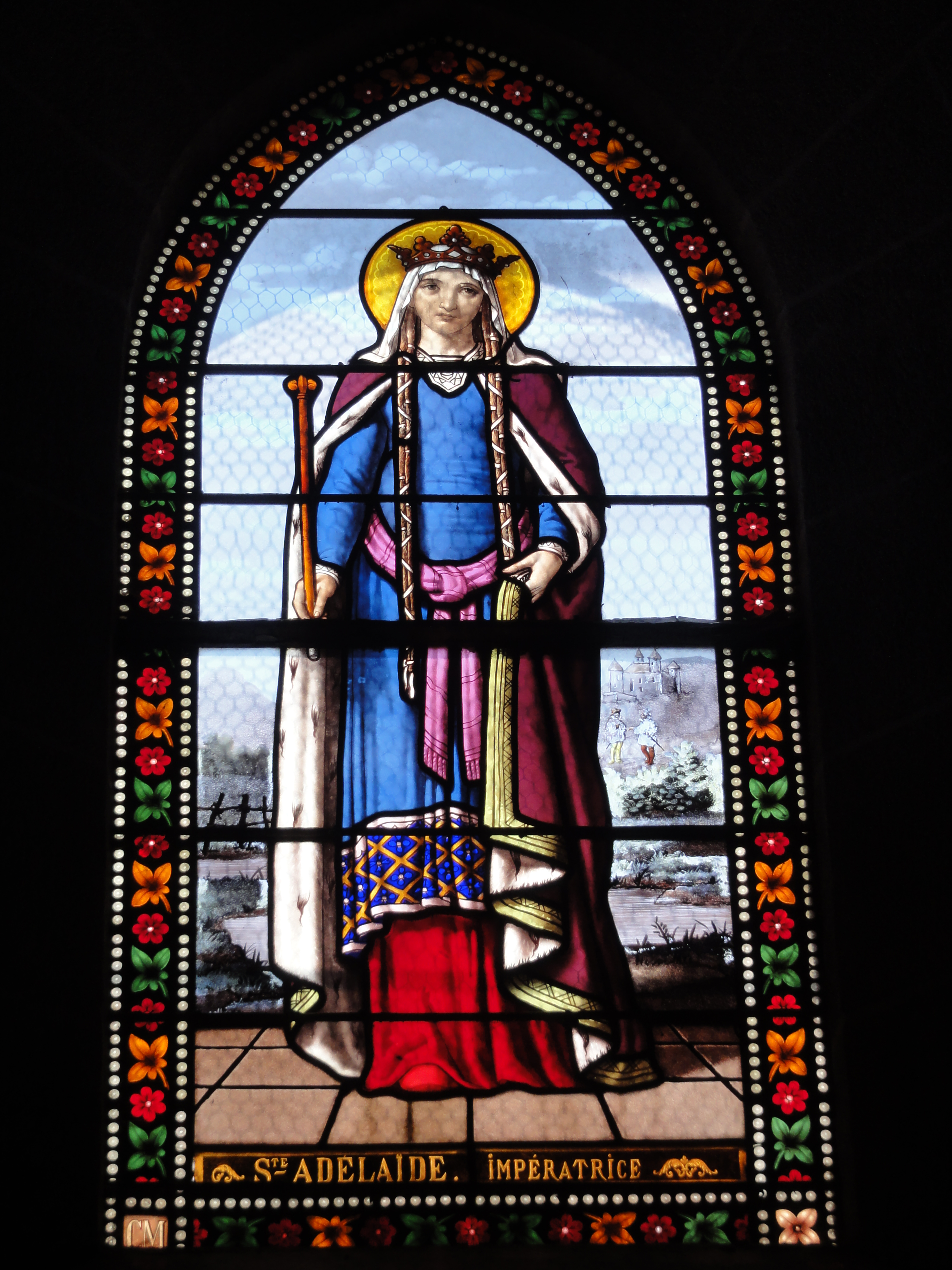
Sainte Adélaïde.
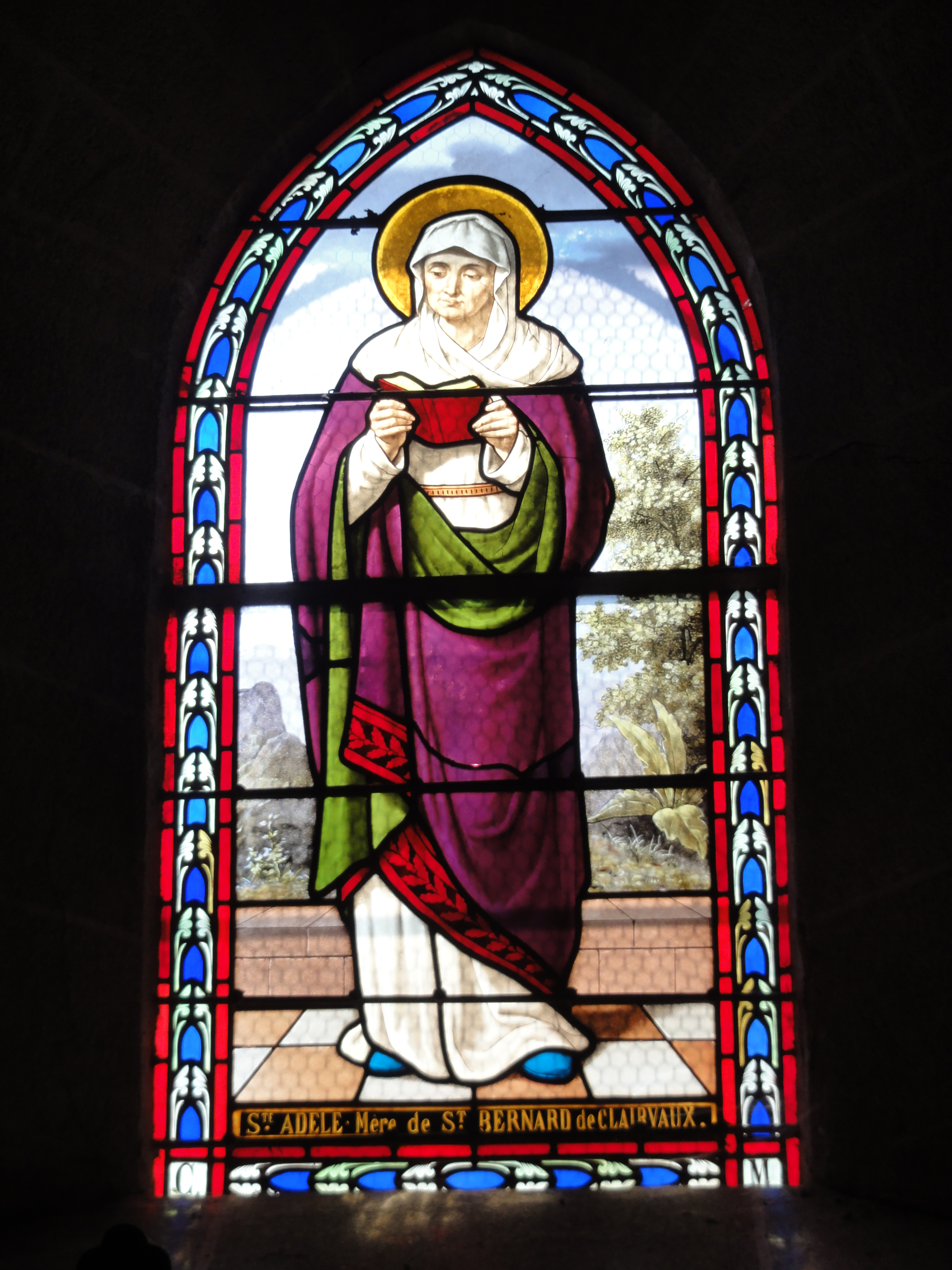
Sainte Adèle. Mère de Saint Bernard de Clairvaux.
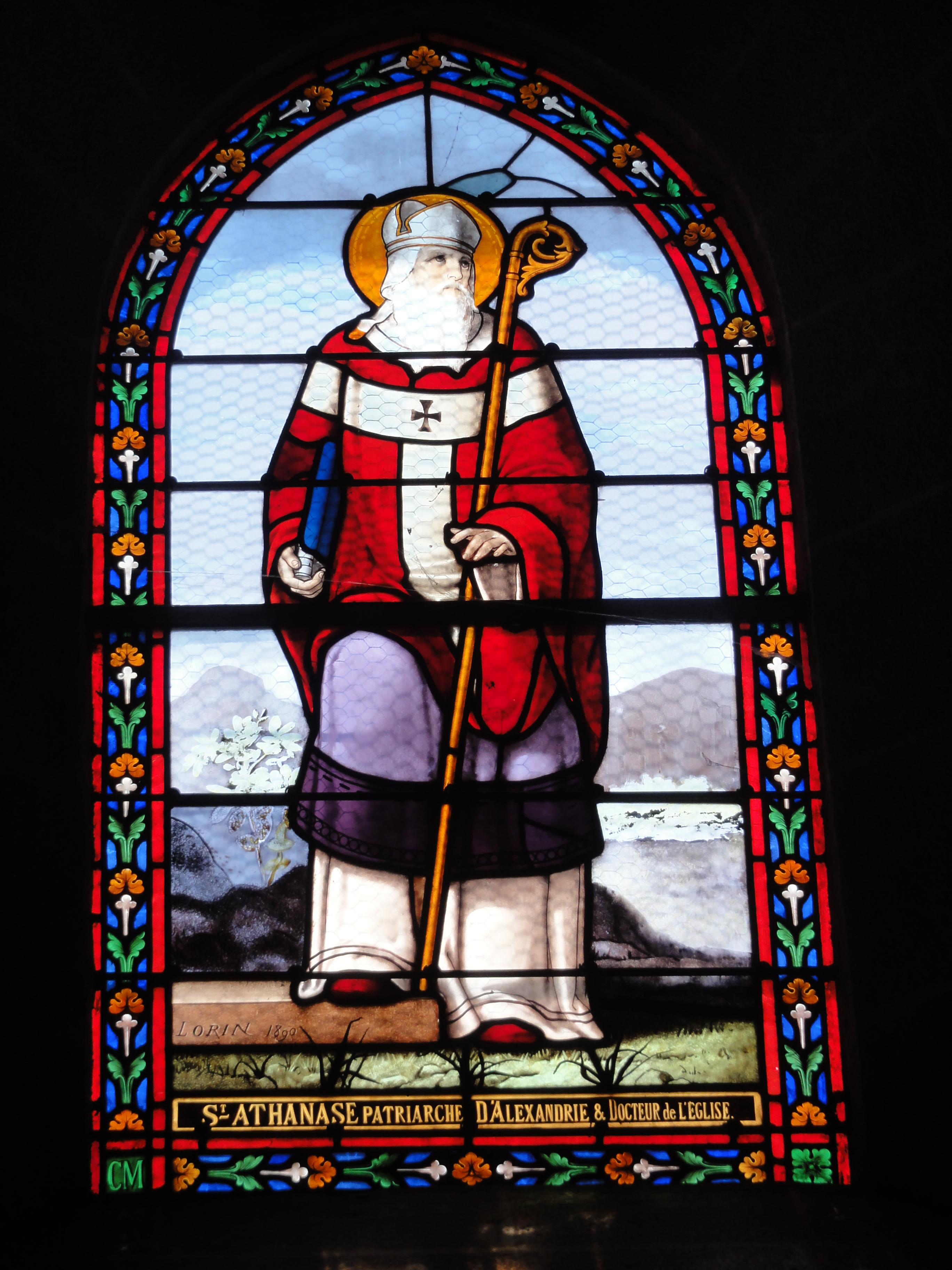
Saint Athanase, 1890.
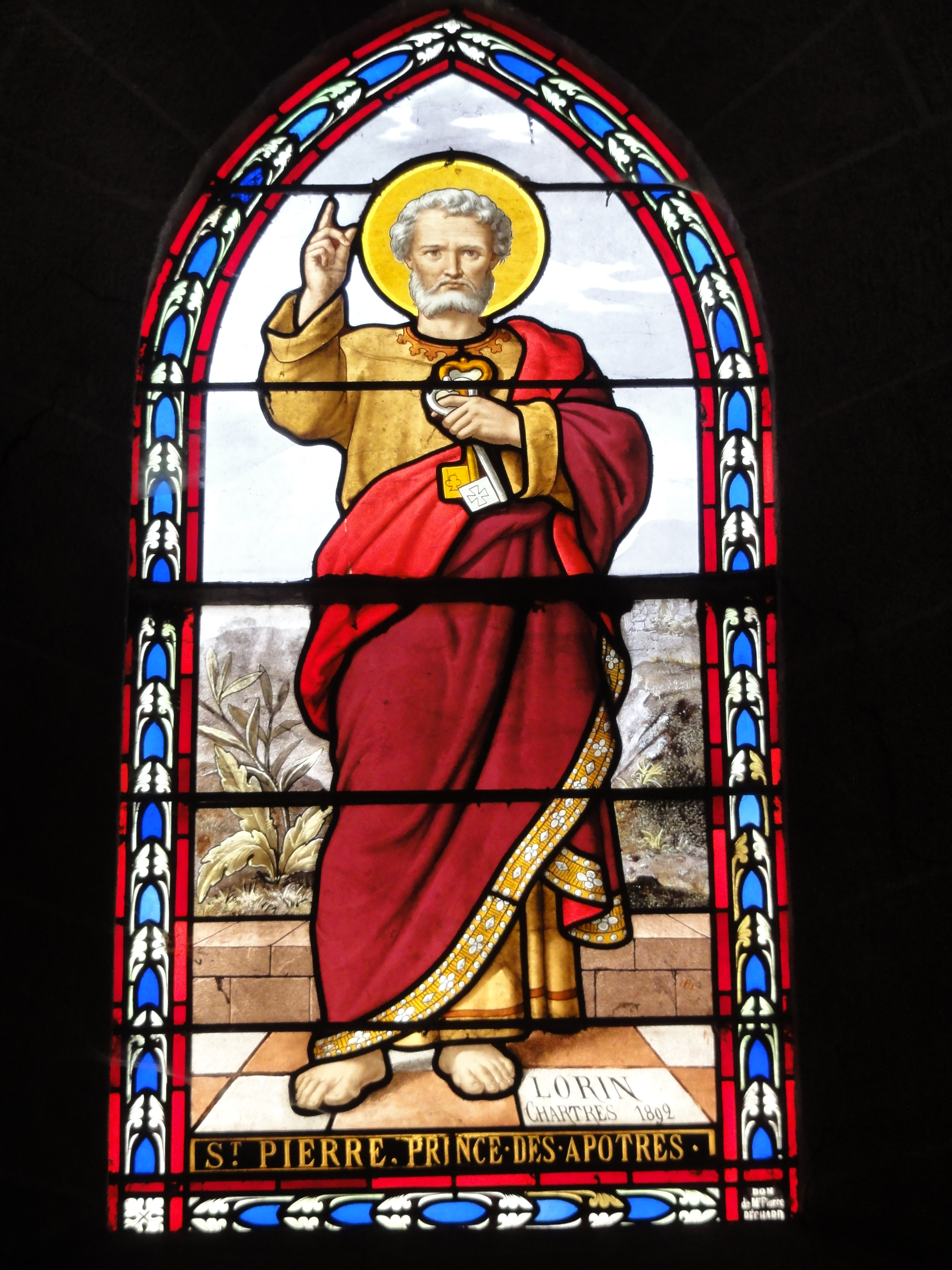
Saint Pierre, 1892.
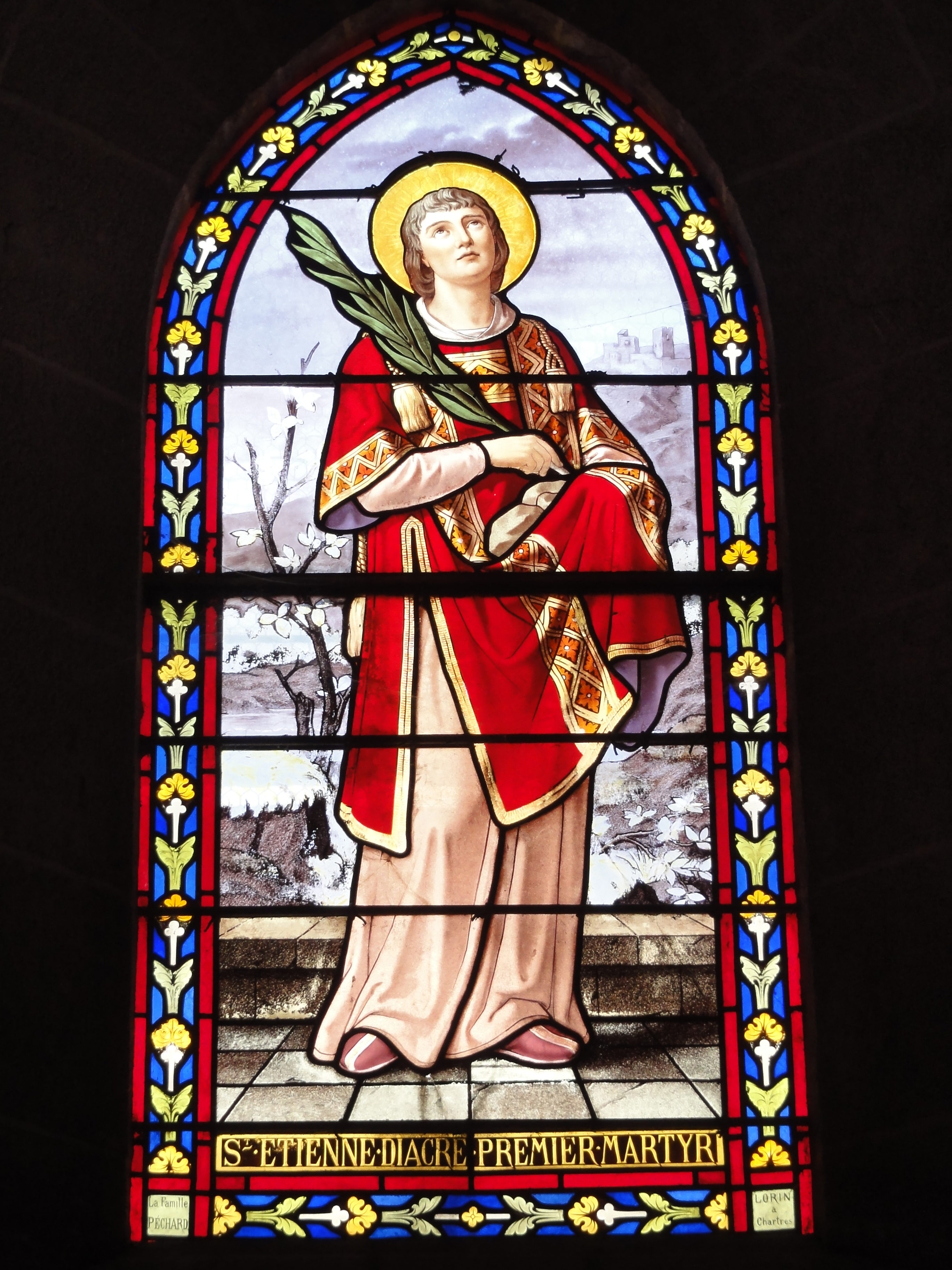
Saint Étienne.
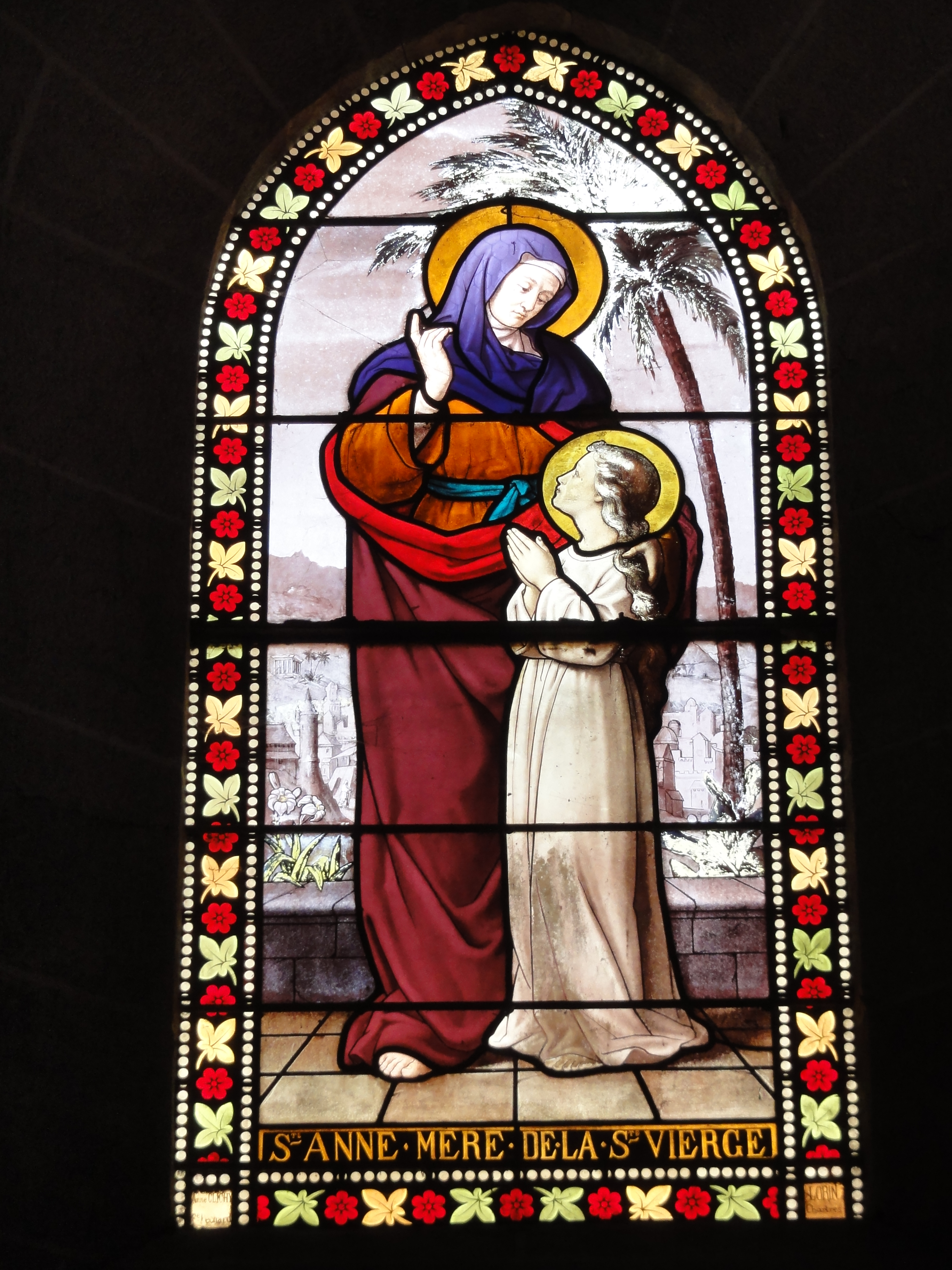
Sainte Anne.
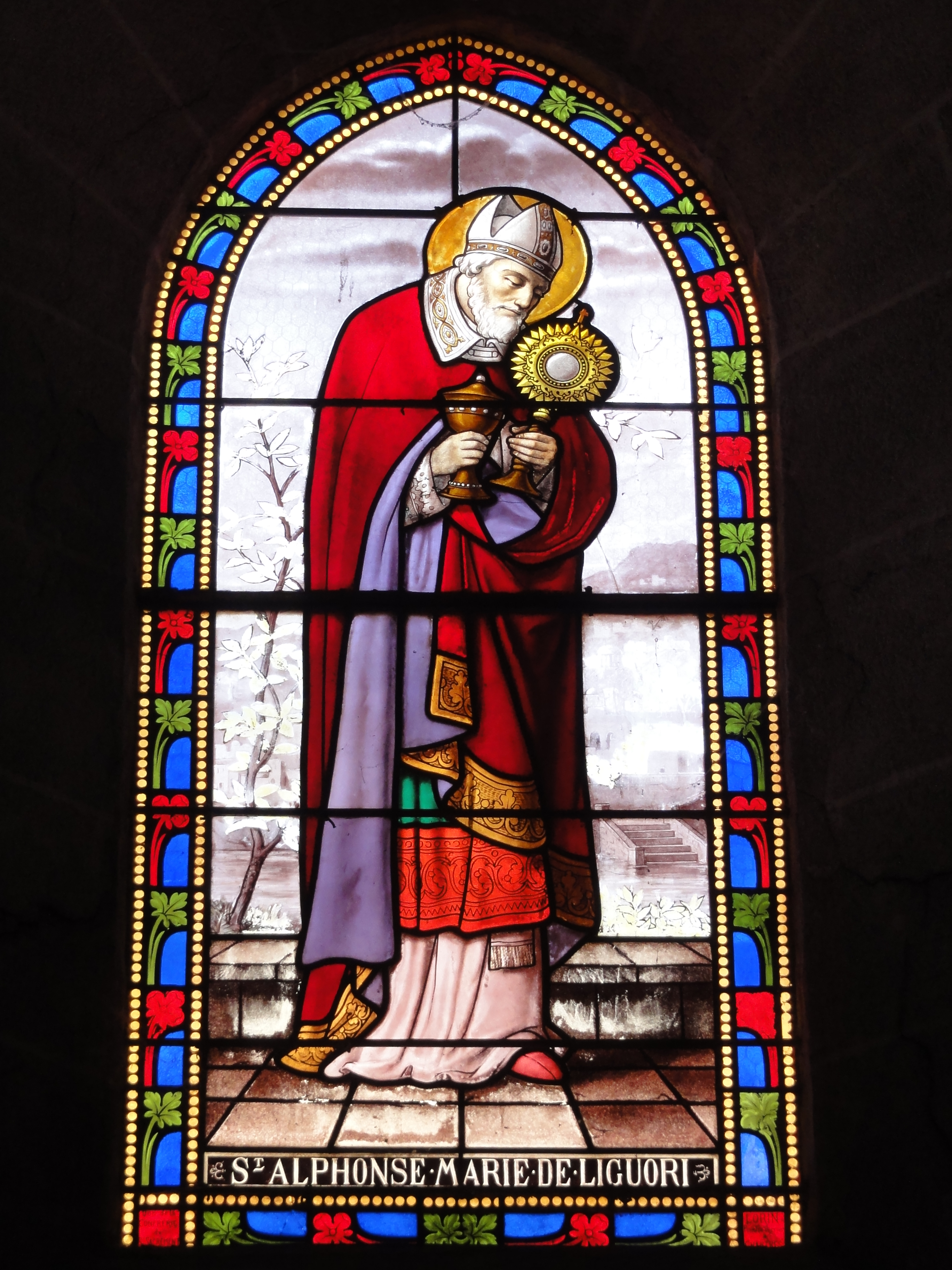
Saint Alphonse.
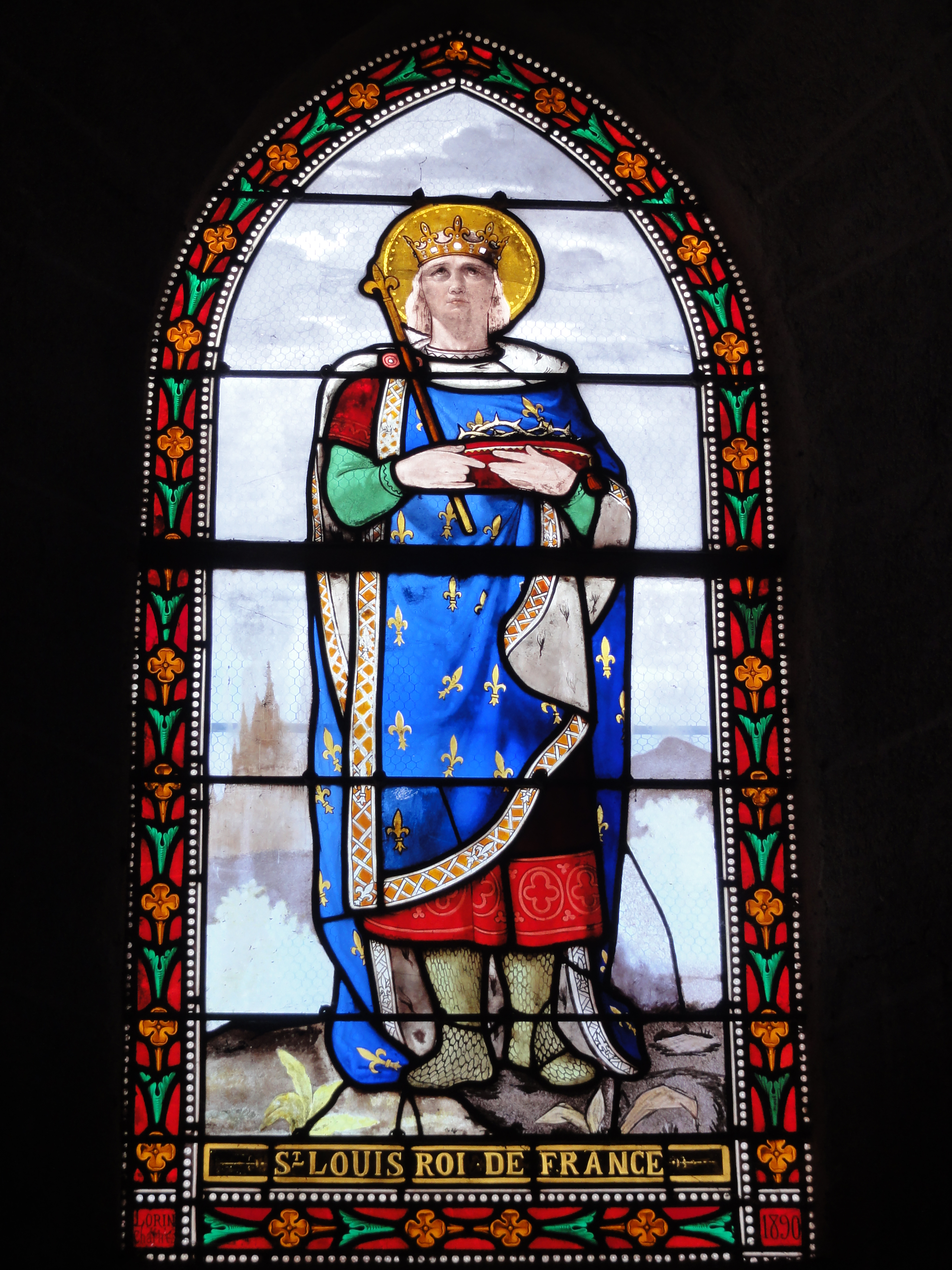
Saint Louis roi de France, 1890.

## Mobilier

### Peintures
- « La Présentation de Jésus au temple », tableau attribué à Samuel Massé (1672-1753),  Classé MH (2003)[4],[5].

### Orgues
- Orgues inaugurées le 14 octobre 1900. Facteur : Œuvre des ateliers Chrétiens. Abbé Victor Joseph Henri Tronchet, directeur de l’atelier Saint-Joseph, 40, rue Saint-Hilaire, Nogent-le-Rotrou.

Intérieur de l'église Saint-Denis
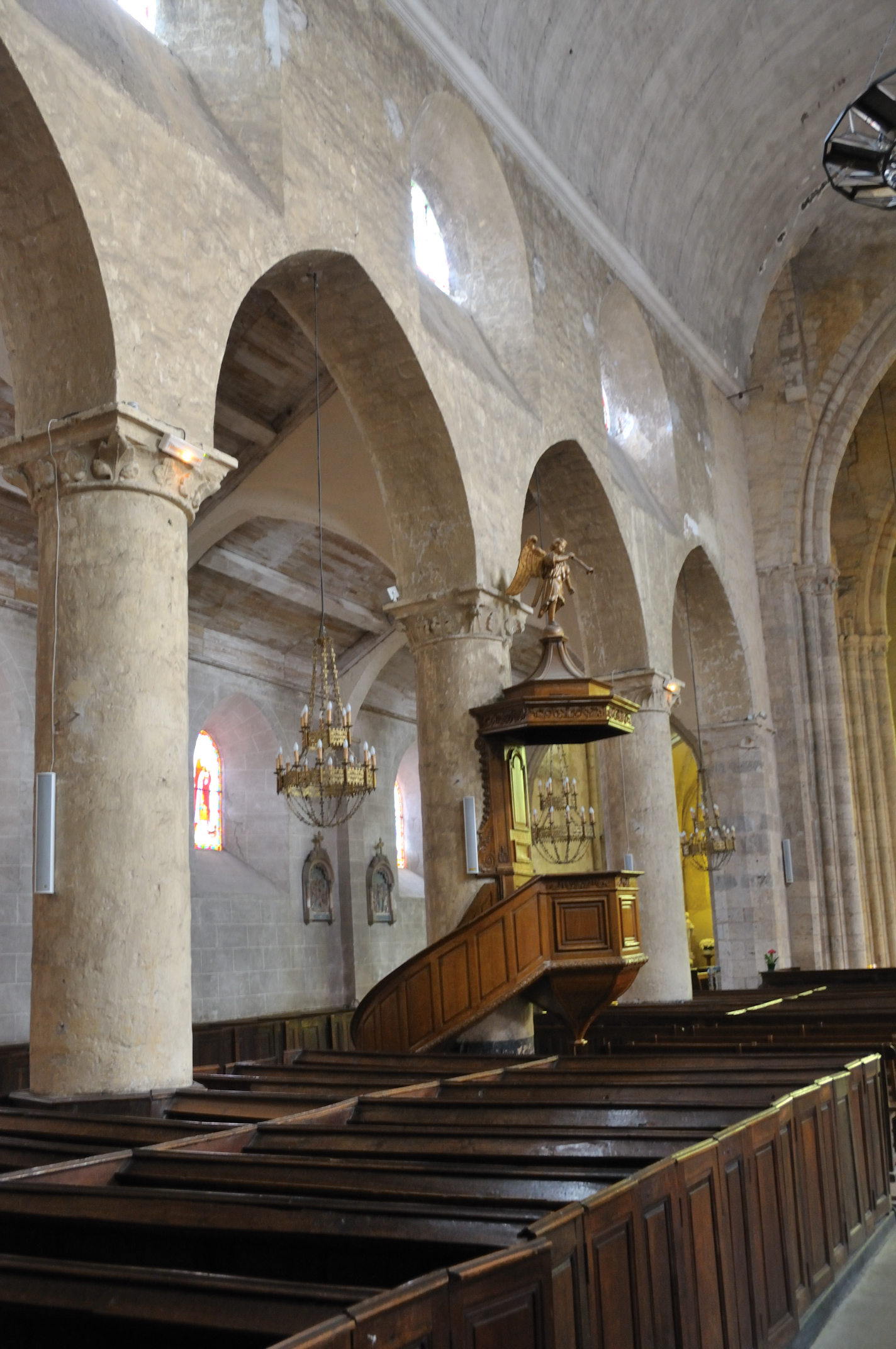
Intérieur.
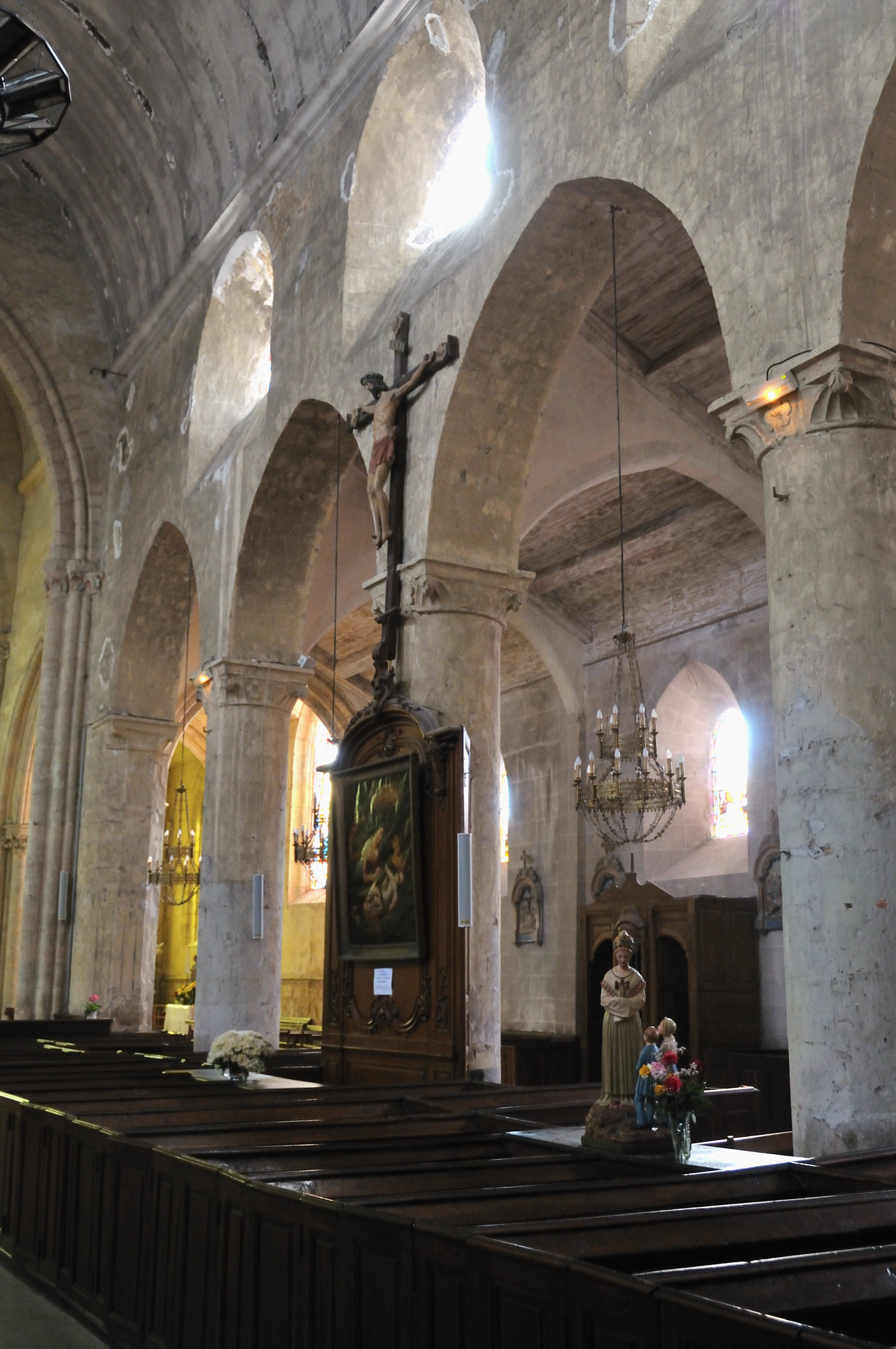
Intérieur.
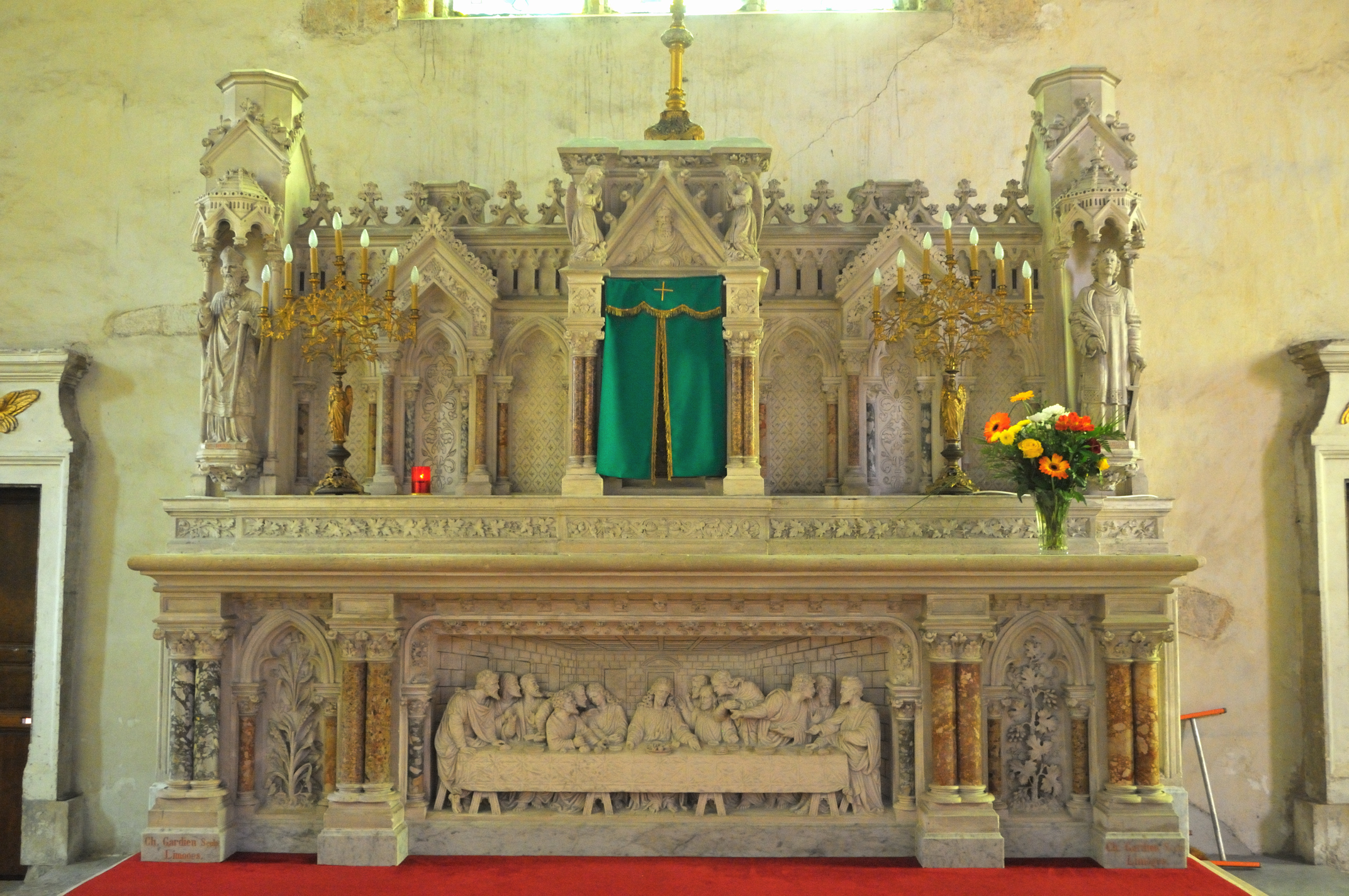
Autel.
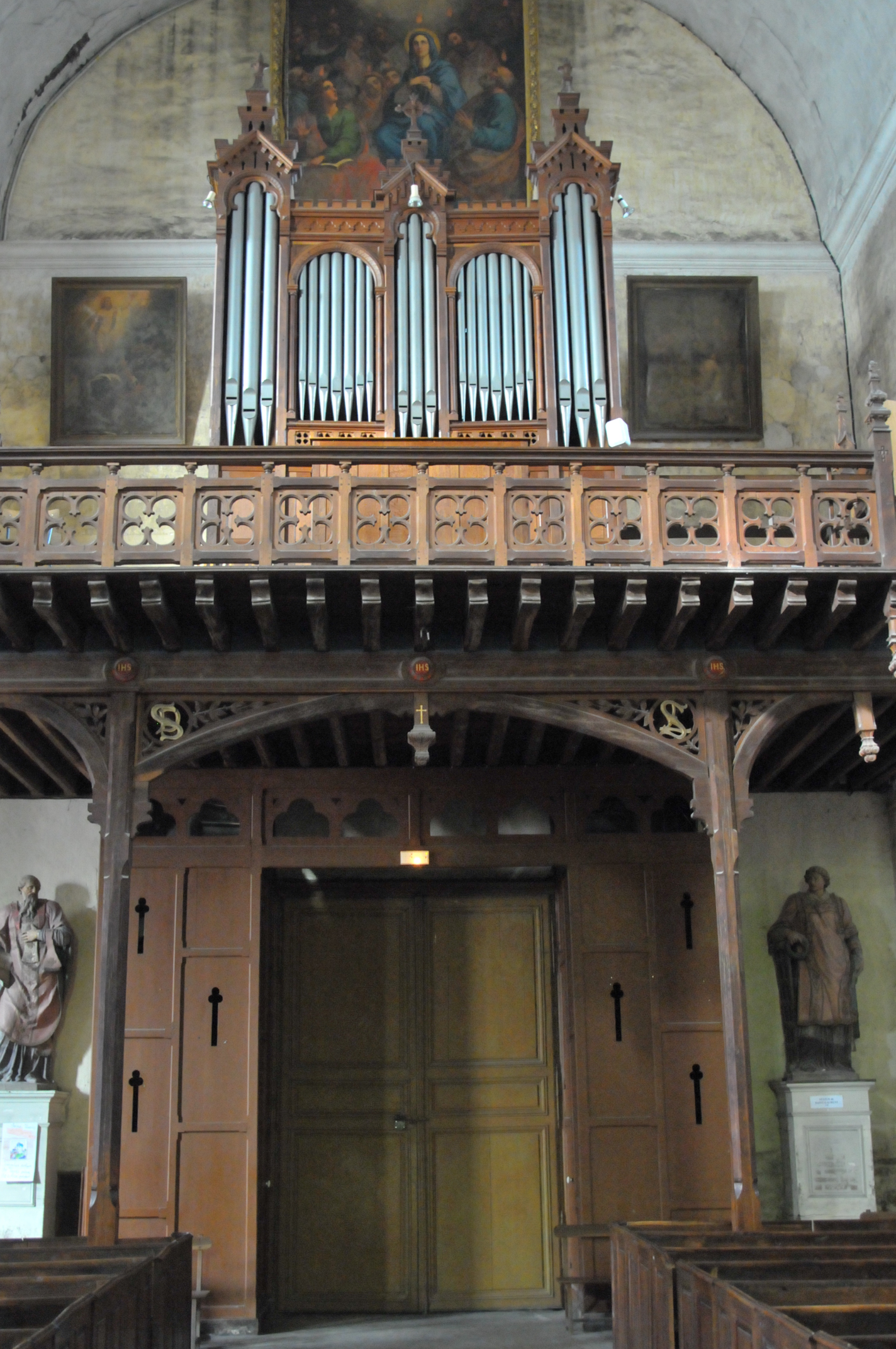
Buffet d'orgue.
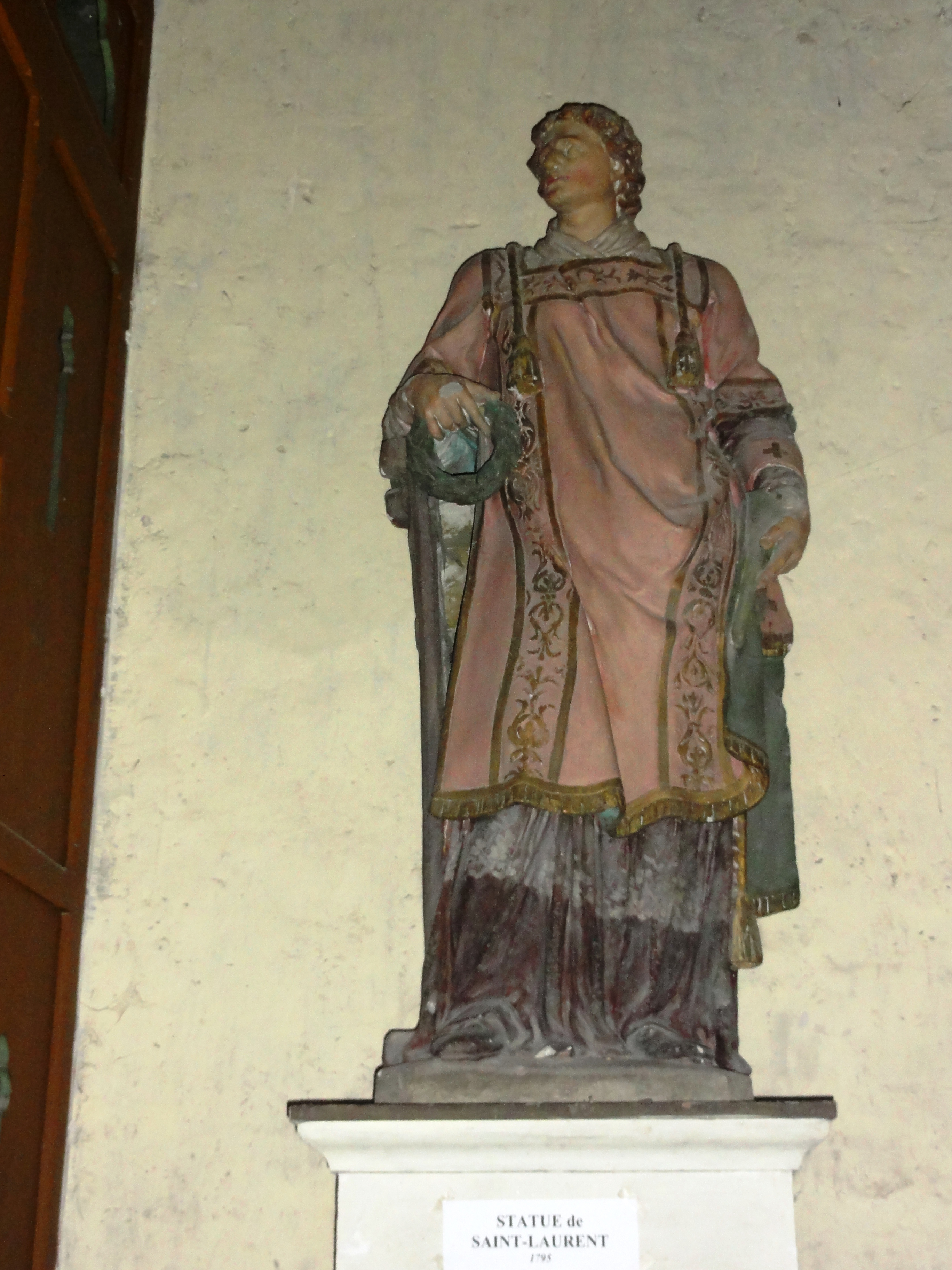
Statue de saint Laurent.

## Paroisse et doyenné
L'église Saint-Denis de Toury fait partie de la paroisse sainte Jeanne d'Arc en Beauce, relevant du doyenné de Beauce.